# 38è Festival Internacional de Cinema de Moscou
El 38è Festival Internacional de Cinema de Moscou es va celebrar entre el 23 i el 30 de juny de 2016. Les cerimònies d'obertura i tancament es van celebrar al teatre "Rússia" (antic cinema "Pushkinsky"). El president del certamen fou el director rus Nikita Mikhalkov, amb Kirill Razlogov com a director de programa i Andrei Plàkhov com a cap del comitè de selecció. La guanyadora del Jordi d'Or fou la pel·lícula iraniana Dokhtar de Reza Mirkarimi.

## Jurat

### Competició principal
- Ivaylo Hristov ( Bulgària - President)
- Ulrike Ottinger ( Alemanya)
- Randir Kapoor ( Índia)

### Competició documental
- Thomas Balmès ( França - President)
- Krzysztof Gierat ( Polònia)
- Serguei Debijev ( Rússia)

## Pel·lícules en competició
Les següents pel·lícules foren seleccionades per la competició:
| Pel·lícula                                    | Director           | País          |
| --------------------------------------------- | ------------------ | ------------- |
| 37                                            | Puk Grasten        | Dinamarca     |
| Dokhtar                                       | Reza Mikarimi      | Iran          |
| Gnizdo Gorlitsi                               | Taras Tkatxenko    | Ucraïna       |
| El sonido de las cosas                        | Ariel Escalante    | Costa Rica    |
| Dnevnik mašinovođe                            | Miloš Radović      | Sèrbia        |
| La macchinazione                              | David Grieco       | Itàlia        |
| Marie et les naufrages                        | Sébastien Betbeder | França        |
| Monakh i bes                                  | Nikolai Dostal     | Rússia        |
| Quase memória                                 | Ruy Guerra         | Brasil        |
| Hamog                                         | Ralston Jover      | Filipines     |
| Peeshtite obuvki                              | Radoslav Spassov   | Bulgària      |
| Choe-ag-ui yeo-ja                             | Kim Jong-kwan      | Corea del Sud |
| Die Mitte der Welt                            | Jakob M. Erwa      | Alemanya      |
| Excentrycy, czyli po slonecznej stronie ulicy | Janusz Majewski    | Polònia       |

## Premis
- Jordi d'Or: Dokhtar, de Reza Mikarimi
- Jordi d'Or al documental: Twenty Two de Ke Guo
- Premi Especial del Jurat: Radoslav Spassov, per Peeshtite obuvki
- Jordi de Plata:
  - Millor Director: Puk Gastren per 37
  - Millor Actor: Farhas Aslani per Dokhtar
  - Millor Actriu: Therese Malvar per Hamog
- Premi Especial per una contribució especial al món del cinema: Serguei Soloviov, Carlos Saura, Stephen Frears
- Premi Stanislavsky: Marina Neyolova